# Araczinowo
Araczinowo, Aračinovo (maced. Арачиново, alb. Haraçina) – wieś w północnej Macedonii Północnej, niedaleko stolicy tego kraju – Skopje. Osada jest ośrodkiem administracyjnym gminy Araczinowo.
Według stanu na 2002 rok wieś liczyła 7315 mieszkańców.